# For a Minor Reflection
For a Minor Reflection — пост-роковий гурт із Рейк'явіка, що виконує інструментальні твори без співу.

## Учасники
Теперішні
- К'яртан Голм (Kjartan Holm) — гітара
- Ґудфіннур Свейнссон (Guðfinnur Sveinsson) — гітара, клавішні
- Елвар Йон Ґудмундссон (Elvar Jón Guðmundsson) — бас-гітара
- Андрі Фрейр Торґейрссон (Andri Freyr Þorgeirsson) — перкусія

Колишні
- Йоганнес Олафссон (Jóhannes Ólafsson) — перкусія

## Дискографія
- Reistu þig við, sólin er komin á loft… (2007)
- Höldum í átt að óreiðu (2010)
- For a Minor Reflection E.P. (2011)
- Live at Iceland Airwaves (2013)